# From Madrid to Heaven

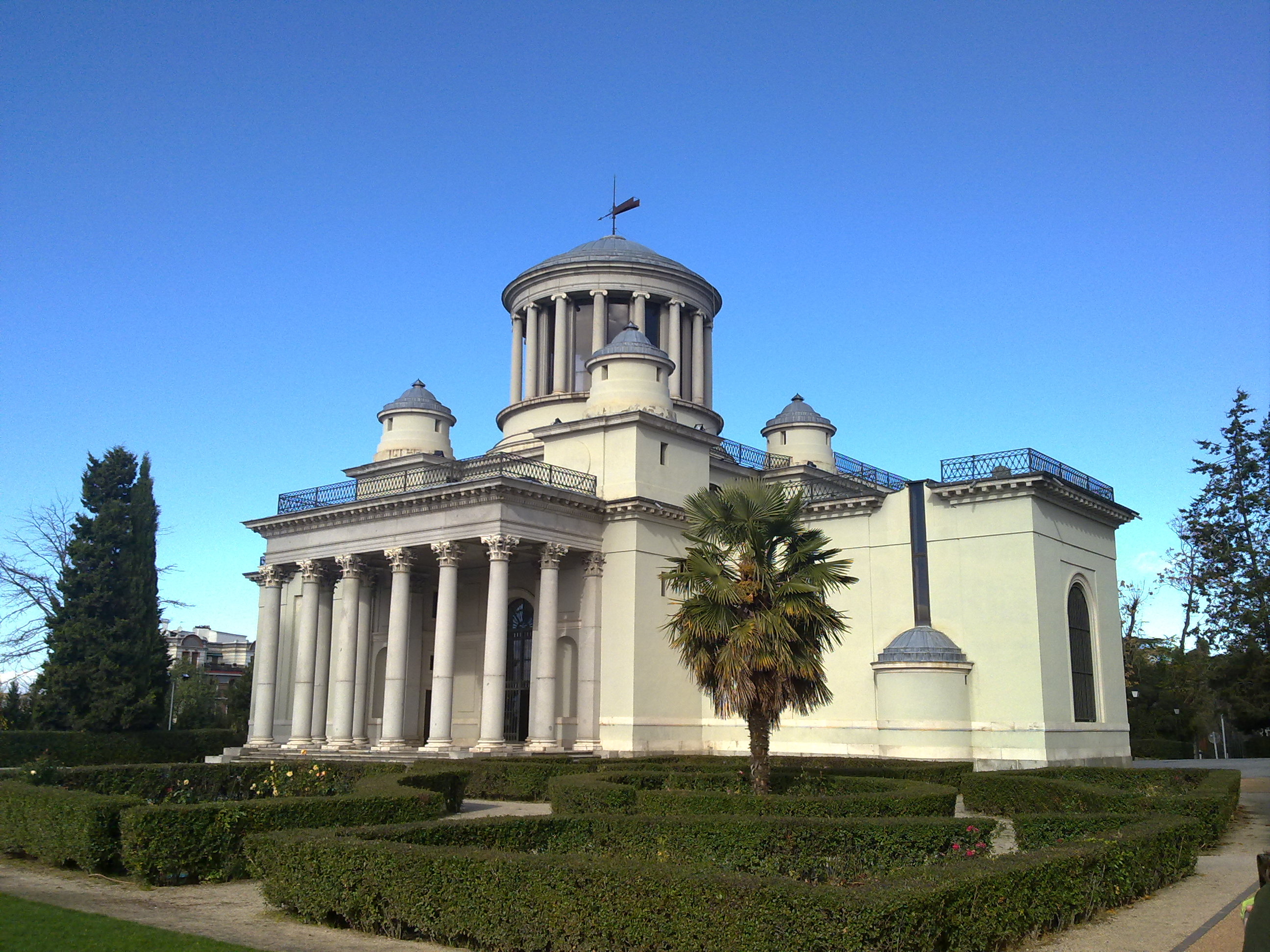
Observatorium Madrid (2010)

From Madrid to Heaven is het eerste livealbum van Neuronium, de eenmansband van Michel Huygen. Het is de (gedeeltelijke) registratie van een concert dat werd gegeven in het Koninklijk Observatorium van Madrid. Als inwoner van Barcelona vindt Huygen Madrid toch een van de meest inspirerende steden om in te musiceren. Het is in principe één compositie; er zijn verschillende delen. Tijdens het concert werden schilderijen geprojecteerd van Tomás C. Gilsanz (1931-2016), destijds vaste ontwerper  bij de optredens van Neuronium/Michel Huygen. José Mena ontwierp de platenhoes.
Het album werd in Spanje geperst en gedistribueerd door Discos Radioactivos Organizados (DRO);  een jaar later via Thunderblot (Magnum Music Group)

## Musici
Michel Huygen speelt alle instrumenten.

## Muziek
| Nr. | Titel                                               | Duur  |
| --- | --------------------------------------------------- | ----- |
| 1.  | Introduction/From Madrid to Heaven, part 1 (Huygen) | 16:51 |
| 2.  | From Madrid to Heaven, part 2 (Huygen)              | 4:39  |
| 3.  | From Madrid to Heaven, part 3 (Huygen)              | 12:03 |
| 4.  | From Madrid to Heaven, part 4 (Huygen)              | 15:47 |
| 5.  | From Madrid to Heaven, part 3 (Huygen)              | 3:44  |

De laatste track betreft het hoofdthema van track 3 opgenomen in de studio. 